# Clermont-Soubiran
Clermont-Soubiran è un comune francese di 379 abitanti situato nel dipartimento del Lot e Garonna nella regione della Nuova Aquitania.

## Società

### Evoluzione demografica
Abitanti censiti